# Gerlando di Agrigento
Gerlando di Agrigento (Besançon, 1030/1040 – Girgenti, 25 febbraio 1100) fu vescovo di Agrigento. È venerato come santo patrono di Agrigento e di Porto Empedocle.

## Biografia e culto
Gerlando, di origini franco-normanne, fu nominato vescovo di Agrigento nel 1088. Resse la sede vescovile di Agrigento fino alla morte.
San Gerlando è venerato come santo dalla Chiesa cattolica dal 1159. Patrono delle città di Agrigento e di Porto Empedocle, è festeggiato il 25 febbraio.
Le sue reliquie sono conservate nella cattedrale di Agrigento, in un'urna d'argento di pregevole fattura.
Da parte dei fedeli di Agrigento, ancora oggi, il suo nome viene invocato a difesa di calamità naturali. "San Giullannu senza ddannu" cioè "San Gerlando difendici dal danno o dai danni", quali tempeste, fulmini e tuoni. In occasione della rovinosa frana del 19 e 20 luglio 1966, che inghiottì alcune costruzioni della città, il suo nome venne quotidianamente invocato. La frana non provocò alcuna vittima, fatto che i fedeli interpretarono come intervento del santo.